# Trichodezia propriaria
Trichodezia propriaria là một loài bướm đêm trong họ Geometridae.